# Llista de Primers Ministres de Saskatchewan
Aquesta és la llista dels primer ministres de la provincial de Saskatchewan, Canadà, des que fou creada el 1905.
Premier dels Territoris del Nord-oest
|  | Nom                         | Partit       | Terme     |
|  | Frederick W. A. G. Haultain | sense partit | 1897-1905 |

Primers ministres de Saskatchewan
|  | Nom                          | Partit                               | Terme     |
|  | Walter Scott                 | Liberal                              | 1905-1916 |
|  | William M. Martin            | Liberal                              | 1916-1922 |
|  | Charles A. Dunning           | Liberal                              | 1922-1926 |
|  | James G. Gardiner            | Liberal                              | 1926-1929 |
|  | James T.M. Anderson          | Conservative-Progressive coalition   | 1929-1934 |
|  | James G. Gardiner (novament) | Liberal                              | 1934-1935 |
|  | William John Patterson       | Liberal                              | 1935-1944 |
|  | Tommy Douglas                | CCF                                  | 1944-1961 |
|  | Woodrow S. Lloyd             | CCF                                  | 1961-1964 |
|  | W. Ross Thatcher             | Liberal                              | 1964-1971 |
|  | Allan Blakeney               | NDP                                  | 1971-1982 |
|  | Grant Devine                 | Progressive Conservative             | 1982-1991 |
|  | Roy Romanow                  | NDP (coalició amb Libs. des de 1999) | 1991-2001 |
|  | Lorne Calvert                | NDP (coalició amb Libs. a 2003)      | 2001-2007 |

- Brad Wall	PS	2007 - 2018

- Scott Moe	PS 2018 -

Vegeu també: Llista de caps de l'oposició a Saskatchewan